# Muhammed-tegningerne
Muhammed-tegningerne eller Muhammed-krisen begyndte efter at Jyllands-Posten udgav 12 satiriske tegninger den 30. september 2005, hvoraf de fleste afbillede Muhammad, en hellig profet i religionen islam. Tegningerne indgik i en artikel om ytringsfrihed og selvcensur, og avisen udtalte at det var et indspark til debatten om kritik af islam og selvcensur. Muslimske grupper i Danmark klagede og sagen ledte med tiden til protester omkring i verden, inklusive vold og optøjer i nogle muslimske lande.
Jyllands-Posten bragte en række læserbreve fra muslimer i Danmark, der beklagede tegningerne. Publikationen førte også til skarpe reaktioner fra muslimer i Danmark og islamiske lande, hvor der fandt omfattende demonstrationer sted. Også ikke-muslimer tog afstand fra den oplevede provokation. Weekendavisen gengav tegningerne, og fire måneder senere gentrykte den norske kristen-konservative avis Magazinet tegningerne. Det førte til en diplomatisk krise mellem Danmark og flere arabiske lande og medførte en omfattende handelsboykot af danske varer, hjemkaldelse af ambassadører, overfald på Arla-ansatte, afbrænding af Dannebrog og de danske ambassader i Damaskus og Beirut. En meningsmåling foretaget i slutningen af januar 2006 viste at 79 % af de adspurgte danskere ikke mente at Anders Fogh Rasmussen skulle sige undskyld på Danmarks vegne, selv om 58 % havde forståelse for den muslimske utilfredshed.
Tegningerne er gengivet i engelsk Wikipedia.

## Forhistorien
Den 17. september 2005 bragte Politiken artiklen ”Dyb angst for kritik af islam” på baggrund af et Ritzau-telegram dagen før af journalist Troels Pedersen. Artiklen fra Ritzau omhandlede flere sager om kunstnere der af frygt for repressalier havde undladt at ytre sig om emner relateret til Muhammed. Ritzau fortalte hvordan forfatteren Kåre Bluitgen fik nej hos tre tegnere før han fik en anonym tegner til at illustrere Muhammed i sin bog Koranen og profeten Muhammeds liv
Journalist Troels Pedersen har i Politiken den 12. februar 2006 forklaret at ”han bad Kåre Bluitgen sætte ham i forbindelse med tegnerne, så hans påstand om, at ingen af dem turde arbejde sammen med ham, kunne dokumenteres”. Forfatteren nægtede, og det er heller ikke siden lykkedes at få bekræftet om episoden er korrekt beskrevet.
Kåre Bluitgen citeres i Ritzaus telegram:
”Én sagde nej med henvisning til mordet i Amsterdam på filminstruktøren Theo van Gogh, mens en anden sagde nej med henvisning til episoden mod en underviser ved Carsten Niebuhr Instituttet i København”.
Underviseren var voldeligt overfaldet af en gruppe unge, efter at han ved en forelæsning havde læst op af Koranen for ikke-muslimer. Sagen om kunstnernes selvcensur skabte megen debat. Det kom bl.a. frem at komikeren Frank Hvam havde udtalt at han ikke turde ”tage pis på Koranen for åben tv-skærm”, og at også vesteuropæiske oversættere af en islamkritisk essaysamling ønskede at være anonyme af frygt for følgerne.
Den 30. september 2005 publicerede Jyllands-Posten (JP) artiklen "Muhammeds ansigt". Artiklen bestod af 12 satiriske tegninger af Muhammed og en forklarende tekst. Artiklen blev skrevet af JP's kulturredaktør Flemming Rose. Han giver i artiklen følgende begrundelse for de 12 tegninger:
| Citat | Det moderne, sekulære samfund afvises af nogle muslimer. De gør krav på en særstilling, når de insisterer på særlig hensyntagen til egne religiøse følelser. Det er uforeneligt med et verdsligt demokrati og ytringsfrihed, hvor man må være rede til at finde sig i hån, spot og latterliggørelse. Det er bestemt ikke altid pænt at se på, og det betyder ikke, at religiøse følelser for enhver pris skal gøres til grin, men det er underordnet i sammenhængen. Det er således ikke tilfældigt, at folk i totalitære samfund ryger i fængsel for at fortælle vittigheder eller afbilde diktatorer kritisk. Det sker som regel med henvisning til, at det krænker folkets følelser. I Danmark er det ikke kommet så vidt, men de anførte eksempler viser, at vi er på vej ind på en glidebane, hvor ingen kan forudsige, hvad selvcensuren vil ende med.[...] Derfor har Morgenavisen Jyllands-Posten opfordret medlemmer af danske bladtegneres forening til at tegne Muhammed, som de ser ham. | Citat |
|       | |       |

12 ud af ca. 40 adspurgte tegnere indvilligede i at komme med deres fortolkning af Muhammed. I følge JP's kulturredaktør Flemming Rose angav kun én af tegnerne frygt som årsag til ikke at ville tegne.
Samme dag som JP bragte tegningerne, modtog avisen flere trusler. Bl.a. blev der fremsat en telefonisk dødstrussel mod en af de 12 tegnere.

## Tegningerne
De 12 tegninger er udført af 12 bladtegnere på opfordring af Jyllands-Posten, der bad omkring 40 tegnere om at komme med deres bud på hvordan Muhammed har set ud. Tegningerne var ifølge Jyllands-Posten en reaktion på selvcensur blandt danske tegnere i forbindelse med en børnebog om Muhammeds liv (se mere under forhistorie).
De 12 tegninger er vidt forskellige:
- En fremstiller Muhammed som en vandringsmand, trækkende et æsel (tegnet af Claus Seidel).
- En viser Muhammeds ansigt som en del af den islamiske halvmåne og stjerne (tegnet af Peder Bundgaard).
- En tager udgangspunkt i den konkrete situation og viser en tydeligt nervøs tegner (Arne Sørensen), der rystende af angst er i færd med at tegne Muhammed.
- Et bidrag (fra Bob Katzenelson) viser Kåre Bluitgen med turban holde en stregtegning. I hans turban ligger en appelsin med teksten pr-stunt.
- Lars Refn fra Ingeniøren tegner en arabisk udseende dreng foran en tavle, hvorpå der med kridt er skrevet en sætning på persisk. Drengen peger smilende på teksten med en pegepind. Ved siden af tegningen står der Mohammed Valby skole 7.A. Tekst lyder: Jyllands-Postens redaktion er en flok reaktionære provokatører. Drengen er i en trøje fra Boldklubben Frem, hvis navn er blevet erstattet med 'frem-tiden'. Redaktionen på Jyllands-Posten var (efter eget udsagn) ikke bekendt med betydningen af den persiske tekst, da den bragte tegningen.[kilde mangler]
- Den mest omdiskuterede tegning forestiller Muhammed med en tændt bombe i turbanen (tegnet af Jyllands-Postens egen Kurt Westergaard) og inspireret af Oehlenschlægers skuespil Aladdin med appelsinen i turbanen.
- Muhammed med en bjælke for øjnene står med en stor kniv foran to kvinder i fuld burka kun med øjnene synlige. (Rasmus Sand Høyer fra Jyllands-Posten).
- Jens Julius Hansen lader Muhammed stå på en sky og tage imod afdøde selvmordsterrorister med ordene: Stop, stop, vi er løbet tør for jomfruer!
- Som en forudseende kommentar til al balladen viser Franz Füchsel to vrede arabere der løber frem med sabler og bomber, mens Muhammed står og forsøger at stoppe dem med ordene: Rolig, venner, når alt kommer til alt er det jo bare en tegning lavet af en vantro sønderjyde...
- En tegning (af Poul Erik Poulsen) viser en stående mand med fuldskæg og sandaler. Over ham svæver en halvmånelignende glorie, som også kan ses som gyldne horn i panden på profeten.
- Erik Abild Sørensen leverer en ret abstrakt tegning med halvmåner og davidsstjerner og følgende "digt": Profet! Med kuk og knald i låget / som holder kvinder under åget!
- Endelig forestiller Anette Carlsens tegning en situation hvor den mistænkte skal udpeges blandt en række opstillede personer. Ud over Muhammed ses Kåre Bluitgen, Pia Kjærsgaard og flere andre foran vidnet, som udtaler: Hm... jeg kan ikke lige genkende ham...

## Historiske gengivelser af Muhammed
Islam forbyder eller fraråder i dag i stor udstrækning afbildning af Muhammed. De teologiske grunde er:
Kapitel 42, vers 11 af Koranen: Allah kan ikke gengives, da intet er ham lig, og kapitel 21, vers 52-54 lader en arabisk stamme vide at det er forkert af dem at tilbede de billeder deres forfædre tilbad. Det udlægges: ingen må gøre billeder af Allah, og nogle udstrækker det også til Muhammed.
Islamisk tradition i hadith-skrifterne forbyder al gengivelse af Allah, profeten Muhammed og også alle store profeter fra den kristne og jødiske tradition – også respektfulde gengivelser. Hverken tegninger, statuer eller andre former for portrættering tillades af Muhammed. Det sker af frygt for at sådanne tegninger kunne lede til afgudsdyrkelse af profeten i stedet for dyrkelse af den ene, sande Gud.
Muslimer har ikke altid fulgt dette påbud: Muhammed er flere gange portrætteret i forbindelse med fortællinger om hans liv og gerninger. Nogle tegninger gengiver hans ansigt, andre viser det dækket af et hvidt slør. Shiamuslimer synes at være mindre omhyggelige med billedforbuddet end sunnimuslimer, så længe det sker under respektfulde former. I Iran sælges i dag plakater og oliemalerier af Muhammed , og storayatollahen Ali al-Sistani fra Irak synes at give tilladelse til respektfuld afbildning .
Det er først i nyere tid at Muhammed er blevet portrætteret i karikaturtegninger. Jyllands-Postens tegninger er ikke de første karikaturtegninger af profeten, men er blandt de mest internationalt omtalte i nyere tid.[kilde mangler]
En liste over historiske Muhammed-tegninger kan findes her.

## Internationale konsekvenser
Den 19. oktober 2005 sendte 11 ambassadører fra muslimske lande et brev til Danmarks statsminister, Anders Fogh Rasmussen, hvori de bad om et møde med ham for at drøfte tiltag mod Jyllands-Posten. Samtidig ville de have statsministeren til at tage afstand fra hvad de anså som hadske kommentarer fremsat af folketingsmedlem Louise Frevert, kulturminister Brian Mikkelsen og den nationalistiske lokalradio Radio Holger. Anders Fogh Rasmussen afviste et sådant møde med henvisning til at regeringen ikke kunne blande sig i hvad en dansk avis trykte. Det var medvirkende til at den Arabiske Liga den 29. december kritiserede den danske regerings håndtering af sagen.
I december førte tegningerne til strejker og demonstrationer i Pakistan, og der kom dødstrusler mod tegnerne fra et pakistansk ungdomsparti.
Sagen førte til at Saudi Arabien og Libyen i januar 2006 hjemkaldte deres ambassadører i Danmark. Sagen eskalerede i løbet af januar med afbrændinger af det danske og det norske flag, trusler mod disse landes indbyggere, boykot af danske varer og en fatwa udstedt mod de danske styrker i Irak.

### Boykotten
Boykotten af danske varer begyndte i Saudi-Arabien, da religiøse ledere den 20. januar opfordrede til det. Den 26. januar blev de danske produkter i vid udstrækning enten fjernet fra hylderne eller markeret med skilte der oplyste at der var tale om danske produkter. I første omgang gik boykotten ud over danske mejeriprodukter, hovedsagelig Arla, men boykotten spredte sig siden til en lang række andre produkter. Boykotten spredte sig hurtigt til Kuwait, hvor Arlas produkter blev fjernet fra ca. 175 butikker. Firmaet mistede 60-70 pct. af omsætningen i landet. Udsigten til en omfattende boykot fik den 27. januar Dansk Industri til at sende et åbent brev til Jyllands-Posten, hvori de opfordrede Jyllands-Posten til at tage ansvar for deres udtalelser og komme med en beklagelse over for de mange muslimer, der følte sig krænket af tegningerne.
Hel eller delvis boykot af danske varer havde den 1. februar bredt sig til Qatar, De Forenede Arabiske Emirater, Oman, Egypten, Bahrain, Syrien, Yemen, Libyen, Jordan, Gazastriben, Algeriet og Tunesien.

### Berørte firmaer
Ifølge løbesedler omdelt i Saudi-Arabien skulle følgende danske virksomheder boykottes:
| Slik og drikkevarer: - Stimorol - Dirol - Cadbury chokolade - Lion chokoladebar - Schweppes - 7UP - Canada Dry - Halls - Snapple Juice - Fertin Pharma - Ferrero - Carlsberg Hoteller: - Radisson SAS | Fødevarer: Danish Crown Arla Foods Danpo Nordex Food Medicin: Lundbeck Novo Nordisk Coloplast Oticon Elektronik: TDC A/S GN Store Nord Bang & Olufsen Nielsen & Nielsen Grundfos | Forbrugsvarer: Lego Royal Scandinavia Louis Poulsen Landbrug: Cheminova |

### Køb dansk-aktion
Som respons på boykotten af danske produkter i store dele af den muslimske verden begyndte en køb dansk-kampagne i USA. Formålet var at kompensere for den negative økonomiske effekt. Aktionen havde først og fremmest støtte i USA, hvor forbrugerne er kendt for at give udtryk for deres mening gennem indkøbsvaner.

## Kronologi

### 30. september 2005
Tegningerne bringes i Jyllands-Posten.

### Oktober 2005
Den 4. oktober 2005 rejste politiet sigtelse mod en 17-årig dreng, som senere tilstod at have fremsat telefontrusler mod Jyllands-Postens bladtegnere. Sagen nåede TV 2 Nyhederne samme aften.
Jyllands-Postens artikel blev diskuteret fredagen efter ved den traditionelle fredagsbøn i flere af landets moskeer. Ifølge TV 2 Nyhederne  opfordrede den egyptiske imam der holdt fredagens bøn hos Det Islamiske Trossamfund på Dortheavej i København alle muslimer til at sige fra over for de 12 tegninger. Dagen efter krævede en række islamiske organisationer,at Jyllands-Posten skulle trække tegningerne af Muhammed tilbage og give alle muslimer en undskyldning.
Efter at have holdt møde om sagen den 8. oktober 2005 udsendte Det Islamiske Trossamfund en pressemeddelelse , hvor de bl.a. skriver:
”Forsamlingen fordømmer på det kraftigste den provokerende og arrogante handling som skabte bitterhed og etiske krænkelse hos muslimer i Danmark og resten af verden. Avisen har med dens handling hermed bevidst trådt på de etiske og moralske værdier i Islam med det formål… Derfor opfordrer forsamlingen Morgenavisen Jyllandsposten til uforbeholdent at trække tegningerne tilbage samt at komme med en undskyldning til muslimerne for dens arrogante og respektløse handling.”
Jyllands-Postens ansvarshavende chefredaktør Carsten Juste udtalte at avisen "ikke kunne drømme om" at trække tegningerne tilbage.
Den 10. oktober 2005 bringer den arabiske satellitkanal al-Jazeera på sin hjemmeside et interview med den århusianske imam sheikh Raed Hlayhel om tegningerne af Muhammed.
Jyllands-Posten forklarer i en artikel om al-Jazeeras artikel:
”I interviewet fortæller sheikh Raed Hlayhel, at han har sendt en protest over avisens tegninger, som han betegner som en hån mod islam og profeten. Sheikh Raed Hlayhel fortæller om tegningen, der viser Muhammed med en hovedbeklædning som en bombe, og den tegning, der viser Muhammed med en krumsabel og to tildækkede kvinder bag sig.”
Under overskriften ”Danish Muslims denounce newspaper” bringer al-Jazeera den 12. oktober 2005 en engelsksproget artikel om miseren. Artiklen referer Det Islamiske Trossamfunds pressemeddelelse.
Den 12. oktober 2005 fortæller Politiken  at JP havde hyret sikkerhedsvagter som følge af de mange trusler avisen havde modtaget. ”Vi tager nogle nødvendige forholdsregler i en situation, hvor nogle er ganske ophidsede og sender trusler af diverse karakter”, udtaler JP's ansvarshavende chefredaktør, Carsten Juste.
Den 12. oktober 2005 klager ambassadørerne fra Tyrkiet, Saudi-Arabien, Iran, Pakistan, Egypten, Indonesien, Algeriet, Bosnien-Hercegovina og Libyen sammen med den marokkanske chargé d'affaires og lederen af den palæstinensiske delegation til statsminister Anders Fogh Rasmussen. De skrev: "… Vi tager afstand fra disse udtalelser og publikationer og opfordrer Dem til at retsforfølge de ansvarlige for at skabe religiøs harmoni, bedre integration og forbedre Danmarks almindelige forhold til den muslimske verden…" 
I et svar fra statsministeren den 21. oktober 2005 afviser Anders Fogh Rasmussen at han kan gribe ind over for Jyllands-Posten, da det ville være at krænke deres grundlovssikrede ytringsfrihed. Han opfordrer i stedet muslimerne til at gå til domstolene. Ambassadørerne bad også om et møde med Anders Fogh Rasmussen, hvilket også blev afvist. Beslutningen er siden blevet kaldt "den mest kontroversielle beslutning i Danmarks største udenrigspolitiske krise siden Anden Verdenskrig", og er blevet kritiseret af den daværende udenrigsminister Per Stig Møller 
Den 14. oktober 2005 deltog ca. 3.500 muslimer i en fredelig demonstration mod Jyllands-Posten, for at vise deres utilfredshed med tegningerne.
Samme dag kunne Politiken berette at to af 12 tegnere var blevet bedt om at gå under jorden af PET, efter at en sindsforvirret mand havde rettet dødstrusler imod dem. Sagen omtales også i udlandet, bl.a. har The Guardian en artikel om sagen.
Dagen efter blev en 17-årig mand af anden etnisk oprindelse anholdt og sigtet for truslerne. Han tilstod at det var ham, der have udstedt truslerne. Sagen blev omtalt i TV 2 Nyhederne samme aften.
Den 17. oktober 2005 trykte den egyptiske avis Al Fagr seks af Muhammed-tegninger.
Den 22. oktober 2005 opfordrede Socialdemokraterne, SF og det Radikale Venstre Fogh til at mødes med ambassadørerne fra de 11 muslimske lande. De mente Fogh skulle mødes med ambassadørerne, men bakkede ellers op om statsministerens linje i sagen. Det afvises dog af Fogh, der kalder det en principiel sag.
I Berlingske Tidende den 26. oktober 2005 gik tidligere udenrigsminister Uffe Ellemann-Jensen (V) ind i debatten med et usædvanlig hårdt angreb på Morgenavisen Jyllands-Posten og avisens "pubertetsagtige demonstration af sin ytringsfrihed med offentliggørelsen af karikaturer af profeten Muhammed", som han udtrykte det.
I Berlingske Tidende den 29. oktober 2005 opfordrer Egyptens ambassadør Mona Omar Anders Fogh Rasmussens til at tage sagen om avisens tegninger af profeten Muhammed mere alvorligt. Hun siger: "Ambassaden forventer, at den danske regering i det mindste vil udsende en erklæring, der bekræfter dens misbilligelse af sådanne tegninger og krænkelser af islam".
Samme dag politianmelder 11 muslimske organisationer Jyllands-Posten for blasfemi og racediskrimination.
Talskvinden for organisationen, Asmaa Abdol-Hamid, udtaler: "Vi mener, at det har været avisens hensigt at håne og spotte" .

### November 2005
Den 3. november 2005 erklærer Egyptens ambassadør i Libanon, Hussein Darrar, at ”Vi har bedt den danske regering om at tage nogle forholdsregler, men vi har ikke modtaget et svar. Derfor har vi besluttet ikke at fortsætte dialogen med Danmark om menneskerettigheder og diskrimination og andre tiltag, herunder støtte til danske kandidater” .
Den 7. november 2005 fordømmer en talskvinde for Pakistans udenrigsministerium, Tasnim Aslam, de 12 tegninger af profeten Muhammed. Hun siger at der vil blive klaget til FN over Jyllands-Posten, som hun mener er skyldig i "en fuldstændig umotiveret provokation mod millioner af muslimer verden over". Videre udtaler hun at Organization of the Islamic Conference (OIC), der er en international muslimsk organisation af 57 stater, kollektivt fordømmer tegningerne .

### December 2005
Den 2. december 2005 kommer det frem at ungdomsafdelingen af den pakistanske organisation Jamaat-e-Islami har udlovet en dusør på kr. 50.000 til den eller dem der ville slå Jyllands-Postens tegnere ihjel. Budskabet om dusøren er efter sigende spredt på løbesedler og via taler under en demonstration imod Jyllands-Posten .
Den 6. december afviser formanden for Jamaat-e-Islamis ungdom, Syed Shahid Gilani, at der er fremsat dødstrusler, og kalder sagen en ”misforståelse”. Samtidig udtaler han: ”men… vi opfordrer atter den danske regering til at give tegneren en passende straf. Hvis det ikke sker, vil vi udvide protesterne til hele verden”.
Den 7. december 2005 kommer tegningerne på dagsordenen ved et topmøde for de 57 muslimske lande i OIC. FN's højkommissær for menneskerettigheder, Louise Arbour, går ind i sagen efter en fælles klage fra OIC, der både kritiserer tegningerne og Fogh for ikke at gribe ind. ”Jeg forstår jeres bekymring og vil gerne understrege, at jeg beklager enhver erklæring eller handling, som kan vise manglende respekt for andres religion”, skriver Louise Arbour .
Den 8. december 2005 lukkede butikker og kontorer i den indiske millionby Srinagar i Kashmirområdet, i protest mod Jyllands-Postens tegninger. Nyhedsbureauet Associated Press (AP) gengiver at strejken bliver holdt for at ”protestere over den grove krænkelse muslimer føler over de fornærmende tegninger af profeten Muhammed” .
I et debatindlæg i Politiken den 20. december 2005 retter 22 tidligere danske topdiplomater en skarp kritik af Anders Fogh Rasmussens afvisning af et møde med de 11 arabiske ambassadører. De skriver:  .....”Det ville have klædt det demokratiske Danmark, om statsministeren havde imødekommet den anmodning om en samtale, som blev fremsat af elleve fremmede ambassadører fra muslimske lande”. De 22 udtrykker deres bekymring over Jyllands-Postens tegninger, som de finder er en ubegrundet provokation. Statsminister Anders Fogh Rasmussen har ingen kommentarer til deres udmelding, men fastholder at han ikke vil mødes med de muslimske ambassadører.
Ambassadørerne får bl.a. støtte fra tidligere udenrigsminister Uffe Ellemann-Jensen (V) i Berlingske Tidende den 21. december 2005. Han mener dog ikke, det var "... muligt for den danske statsminister at tage en samtale med de 11 ambassadører fra muslimske lande, som henvendte sig til ham. De havde udtrykkeligt anmodet om en samtale, der skulle dreje sig om tegningerne i Jyllands-Posten og om nogle navngivne politikeres tilkendegivelser. Dermed satte de statsministeren i en umulig situation, for de emner kunne han naturligvis ikke specifikt blande sig i".
Den 23. december 2005 kalder EU-kommissionens retskommissær Franco Frattini det ”ubetænksomt og uklogt” at Jyllands-Posten har trykt de 12 Muhammed tegninger.,.
Den 26. december 2005 siger den uafhængige FN-rapportør Doudou Diéne til Jyllands-Posten at den danske regering skal vurdere om tegningerne er nedgørende og ærekrænkende. Diéne gik ind i sagen, efter at 57 muslimske lande i november rettede henvendelse til FN's Højkommissær for Menneskerettigheder, Louise Arbour.
Den 27. december 2005 advarer den islamiske verdens samarbejdsorganisation, ISESCO, om at de 12 Muhammed-tegninger i Jyllands-Posten kan udløse en handelsboykot mod Danmark .
Den 29. december 2005 kritiserer Den Arabiske Ligas udenrigsministre Danmarks regering for håndteringen af sagen om Muhammed-tegningerne .

### Januar 2006
Den 2. januar 2006 kommer det frem at en række danske imamer som Ahmed Akkari, Muhammed Fouad al-Barazi og Abu Bashar har rejst rundt i Mellemøsten for at vise Jyllandspostens Muhammed-tegninger og nogle falske Muhammed-billeder frem og få støtte blandt ministre, organisationsledere og religiøse overhoveder til deres protester over for Danmark. Hovedkraften bag initiativet er Islamisk Trossamfund i København. Formanden Ahmed Said Kassem udtaler: ”Overalt er vi blevet mødt med forargelse over den danske statsministers manglende vilje til at tage afstand fra Jyllands-Postens tegninger" .
Den 3. januar 2006 beslutter OIC at boykotte det store danske kulturarrangement Images of the Middle East på grund af sagen om Muhammed-tegningerne .
Den 5. januar 2006 ser det ud til at sagen ebber ud. Udenrigsminister Per Stig Møller og generalsekretæren for Den Arabiske Liga bliver enige om at Muhammed-tegningerne ikke længere skal være et stridspunkt mellem Danmark og de arabiske lande .
Samtidig kommer det i Dagbladet Information frem at det er Islamisk Trossamfund der har arrangeret det meste af den internationale kritik, Danmark i den sidste tid var udsat for .
Per Stig Møller roses af oppositionen for sin indsats, mens Islamisk Trossamfund kritiseres. Det beskyldes bl.a. for at være med til at sprede misinformation om Danmark.
Den 7. januar 2006. Statsadvokaten i Viborg mener ikke der er basis for en retssag mod Jyllands-Posten. Jyllands-Posten undgår derfor en straffesag for at have bragt de omstridte tegninger af profeten Muhammed .
På et møde den 8. januar 2006 finder Islamisk Trossamfund ingen skriftlige beviser for at trossamfundets udsendinge under en rejse til Egypten har spredt misinformation om forholdene i Danmark.
Den 10. januar 2006 trykker den norske avis Magazinet de famøse profet-tegninger. Ifølge Magazinets redaktør Vebjørn K. Selbekk sker det for at værne om ytringsfriheden.
Den 12. januar 2006 anholdes en nordmand og sigtes for at have sendt en trusselsmail rettet mod Jyllandsposten og tegnerne bag Muhammed-illustrationerne.
Den 20. januar 2006 opfordres indbyggerne i Saudi-Arabien til at boykotte alle danske varer. Opfordringerne spreder sig via e-mails og SMS, skriver den engelsksprogede arabiske avis Arab News.
Den 21. januar 2006 truer den Internationale Sammenslutning af Muslimske Lærde med at opfordre "millioner af muslimer verden over" til at boykotte danske og norske varer i protest mod offentliggørelsen af billeder af profeten Muhammed .
Den 26. januar 2006 tilspidses krisen. Saudi-Arabien kalder sin ambassadør i Danmark hjem til konsultationer på grund af ”den danske regerings manglende handling over for fornærmelser mod profeten Muhammed i landets aviser”.
Samtidig kommer det frem at de saudi-arabiske forbrugere er begyndt at boykotte danske varer som reaktion på sagen. Ifølge avisen truer de med at droppe Arla, hvis ikke der kommer en officiel dansk undskyldning for tegningerne .
Den 27. januar 2006 breder boykotten af danske varer sig, og Dansk Industri går ind i sagen.
"Jeg efterlyser nu en klar stillingtagen til, at de åbenbare konsekvenser er, at andre føler sig krænket, og at dette nu belaster tredjeparter, der ikke er involveret," skriver Dansk Industris adm. direktør Hans Skov Christensen i et åbent brev..
Den 28. januar 2006 udtaler den største supermarkedskæde i Saudi-Arabien at den ikke vil sætte danske varer på hylderne før der er givet en formel undskyldning for Muhammed-tegningerne i Jyllands-Posten. Den danske mejerikoncern Arla indrykker store annoncer i de saudi-arabiske aviser i håb om at stoppe boykotten af mejeriets varer, der koster Arla op imod 10 millioner om dagen. Samtidig har Kuwait indkaldt den danske ambassadør til møde om tegningerne ,.
Den danske ambassadør i Saudi-Arabien, Hans Klingenberg, kritiserer i direkte vendinger Jyllands-Posten på den amerikanske tv-kanal AP-TV.
”Det er helt tydeligt for mig, at denne private avis har såret voldsomt. Ikke kun muslimer i Danmark, men millioner af muslimer over hele verden. Jeg tror ikke, at det er en tilsigtet fornærmelse, men mere mangel på kendskab til denne store kultur og religion. Men også udtryk for manglende dømmekraft”, siger Hans Klingenberg til tv-stationen.
I et åbent brev til Saudi-Arabien forsøger Jyllands-Postens chefredaktør igen at forklare avisens Muhammed-tegninger. Avisen gentager, at det ikke var meningen at krænke nogen .
Den 29. januar 2006. Venstres udenrigspolitiske ordfører Troels Lund Poulsen kritiserer den danske ambassadør i Saudi-Arabien for at være gået over stregen i interview med amerikansk tv. Dansk Folkeparti kræver at udenrigsminister Per Stig Møller kommer med en decideret irettesættelse af ambassadøren .
Libyen lukker sit folkekontor i Danmark i protest mod Morgenavisen Jyllands-Postens Muhammed-tegninger .
Jordans udenrigsminister, Abdul Ilah Khatib, kalder Danmarks ambassadør til samtale i striden om Muhammed-tegningerne .
Syrien er chokeret over Muhammed-tegningerne i Jyllands-Posten, som betegnes som "en stor fornærmelse" mod profeten Muhammed. En unavngiven embedsmand i Syriens udenrigsministerium siger, at "Syrien kraftigt fordømmer" denne fornærmelse mod "det øverste symbol på de arabiske og islamiske nationer" .
Protesterne breder sig til Vestbredden og Gaza, hvor der er afbrændinger af Dannebrog. al-Aqsa Martyrernes Brigader har uddelt flyveblade, som opfordrede danskere og svenskere til at forlade området inden for 72 timer .
I Saudi-Arabien overfaldes to Arla-medarbejdere 
Den 30. januar 2006 kalder USA's tidligere præsident Bill Clinton tegningerne i Jyllands-Posten for ”skammelige” . Afbrændinger af det danske, og nu også af det norske, flag fortsætter .
Dansk Røde Kors tvinges til at forlade Gaza efter trusler mod deres medarbejdere . Også nødhjælpsorganisationen Norsk Folkehjælp trues til at forlade Gaza .
En militant, irakisk gruppe opfordrer til angreb på danske og norske mål i Irak, de mener, at en vareboykot ikke er nok.
I vrede over Muhammed-tegningerne stormer en større gruppe svært bevæbnede palæstinensere et EU-kontor i Gaza. I en erklæring truer de igen danskere og nordmænd i området og opfordrer dem til at tage truslerne alvorligt .
Danmark får støtte fra EU's udenrigsministre, der udtrykker solidaritet med Danmarks forsvar for ytringsfrihed .
Sagen præger både de arabiske og i særdeleshed de danske medier. DR udvider TV-avisen kl. 21 til 50 minutter, der hovedsagelig koncentrerer sig om sagen om tegningerne.
Sidst på aftenen udsender Jyllands-Posten via et jordansk nyhedsbureau en artikel hvor avisens chefredaktør Carsten Juste beklager ”utilsigtet” at have krænket muslimer. Chefredaktøren afviser dog at beklage selve tegningerne – af hensyn til den danske ytringsfrihed.
”Det er en undskyldning af, at vi har krænket de mange muslimer, som reaktionerne tydeligt har vist. Det har været utilsigtet. Vi anede ikke, at det ville vække så megen forargelse og harme i den muslimske verden. Det er det, vi undskylder," siger Carsten Juste til Ritzau.,.
Anders Fogh Rasmussen siger at han personligt tager afstand fra Jyllands-Postens Muhammed-tegninger. Han understreger dog at regeringen ikke kan eller vil sige undskyld: ”Jeg har personligt sådan en respekt for menneskers religiøse overbevisning, at jeg personligt aldrig vil fremstille Muhammed, Jesus eller andre religiøse skikkelser på en måde, som kan krænke andre mennesker,” udtaler han, men understreger at ”ytringsfriheden er ukrænkelig. Det er uden mening, at vi skal give en undskyldning” .
En Vilstrup-undersøgelse for Politiken viser at 40 procent af de adspurgte danskere mener, at et nyt møde med de arabiske ambassadører er en vej frem. 39 procent tror dog ikke på metoden. 54 procent siger, at det var forkert, at Fogh i sin tid afviste at holde et møde om sagen med 11 ambassadører. Der er dog bred enighed om, at en officiel undskyldning fra statsministeren ikke er nogen god ide. Det afviser 77 procent i undersøgelsen. Kun 13 procent mener, at en undskyldning ville være på sin plads .
I et interview med Al-Jazeera beklager Jyllands-Postens kulturredaktør, Flemming Rose, tegningerne, men beklagelsen bliver ikke oversat til arabisk. Simultantolken begynder først oversættelsen efter undskyldningen er givet .
Den 31. januar 2006 mødes udenrigsminister Per Stig Møller med den amerikanske udenrigsminister, Condoleezza Rice, samt en række arabiske udenrigsministre. Senere mødes han med FN’s generalsekretær, Kofi Annan, for at klargøre regeringens holdninger til sagen, og orienterer om den seneste udvikling .
En hidtil ukendt gruppe, som kalder sig Æresbrigaderne i Nord-Europa, retter på internettet trusler mod Danmark. "Jeg vil bombe mig selv i Danmark meget snart på samme måde, som mine islamiske brødre gjorde det i Storbritannien," lyder en af truslerne på hjemmesiden. Truslens ægthed kan ikke umiddelbart bekræftes .
Avisen Gulf Daily News skriver at parlamentet i det arabiske monarki Bahrain har holdt krisemøde om Jyllands-Postens Muhammed-tegninger, og ifølge avisen drøftede parlamentet muligheden for en olieboykot og opfordrede til boykot af danske varer samt demonstrationer efter fredagsbønnen i samme uge. Parlamentsmedlemmer siger til avisen at den undskyldning, som Jyllands-Posten er kommet med er for lille og kom for sent. De vil nu have såvel dronning Margrethe som den danske regering til at sige undskyld for tegningerne .
I Gaza afbrænder vrede demonstranter et stort billede af Anders Fogh Rasmussen. Tusinder af palæstinensere demonstrerer på opfordring fra den radikale gruppe Islamisk Jihad .
Egyptens parlament har vedtaget en resolution der kritiserer Danmark på grund af Muhammed-tegningerne. Ifølge to egyptiske aviser opfordrer parlamentet til at boykotte danske varer. Resolutionen er vedtaget af regeringspartiet og det førende oppositionsparti, Det Muslimske Broderskab. Hvis arabiske myndigheder opildner til boykot, kan det ifølge WTO's regler udløse erstatning til Danmark .
En række muslimske foreninger er stadigvæk ikke tilfredse med Jyllands-Postens undskyldning. De kræver en utvetydig undskyldning fra avisen. På et pressemøde holdt af Islamisk Trossamfund siger talsmanden for de 27 muslimske foreninger, imam Ahmed Akkari: ”Vi savner en klar udmelding, hvor avisen undskylder krænkelsen. At de holder fast i den og ikke efterfølgende kommer med en tvetydig udmelding” .
I Irak udstedes en fatwa mod danske soldater. ”Forsvaret vurderer, at truslen er reel, da den kommer fra en pålidelig kilde, men den er ikke endelig bekræftet,” udtaler forsvarsminister Søren Gade .
Jyllands-Posten modtager bombetrusler mod redaktionen i Århus og København. Politiet evakuerer bygningerne og undersøger området med bombehunde, dog uden at finde noget .
Det danske udenrigsministerium laver en hjemmeside for at mane de rygter om sagen, der florerer i arabiske lande, i jorden.
En Hamas-leder på Vestbredden kræver, at Danmark straffer både de 12 tegnere og Jyllands-Posten for tegningerne .

### Oktober 2006
Den 26. oktober 2006 frifindes Jyllands-Postens chefredaktør Carsten Juste og kulturredaktør Flemming Rose for injurier og bagvaskelse i en sag anlagt af Islamisk Trossamfund.

## Efterspil
I oktober 2006 kommer det frem at Dansk Folkepartis Ungdom på et privat sommermøde har lavet en konkurrence i at tegne Muhammed på den mest nedværdigende måde. Konkurrencen er blevet filmet med skjult kamera af Martin Rosengaard Knudsen fra kampagnegruppen Defending Denmark, der gennem 18 måneder har infiltreret Dansk Folkepartis Ungdom. Afsløringen bevirker nye kraftige reaktioner fra flere muslimske lande, der opfatter det som en krænkelse af Muhammed udført af et dansk regeringsparti, men begivenhederne eskalerer ikke på samme måde som under den første krise. Senere kom det frem at berusede medlemmer af Radikal Ungdom havde tegnet Muhammed som en stol.
(Se også: DFU's Muhammed-tegninger)
I februar 2007 fik to dokumentarfilm om Muhammedkrisen premiere. Vibeke Heide-Jørgensens Muhammedkrisen under huden følger politikeren Naser Khader og imam Ahmed Akkari, to af det muslimske samfunds hovedpersoner, under krisen om de tolv tegninger. Filminstruktørerne Janus Billeskov Jansen og Signe Byrge Sørensen tog initiativ til filmen Mit Danmark, der blev lavet af ti danske filminstruktører i samarbejde med ti danskere med arabiske rødder.
Klaus & Mikael Rothsteins bog ”Bomben i turbanen” fra 2006 omtaler en tegneserie fra 2001, der ligger frit tilgængeligt på Internettet: Mohammed's Believe It or Else!
Tegneserien søger at genere og latterliggøre Muhammed og Islam mest muligt med rod i udvalgte Koran- og Hadithcitater. Forfatterne mener, at denne tegneserie er langt grovere end Jyllands Postens tegninger, men ingen protesterede mod den.
Fra den 4. maj 2007 til 29. juli 2007 løber udstillingen Muhammed Arkiveret 23. maj 2007 hos  Wayback Machine af portrætfotografen Nicky Bonne på ARoS. Det er en fotografisk skildring af 43 drenge og mænd, der bor i Danmark og hedder Muhammed.

## Mordplaner og genoptrykning af tegning
Den 12. februar 2008 kl. 4.30 anholdt dansk politi flere personer som mistænktes for at have planer om at myrde tegneren Kurt Westergaard. Dagen efter, den 13. februar 2008 trykte 17 aviser Kurt Westergaards oprindelige Muhammedtegning, heriblandt Det Berlingske Officin's 8-9 aviser, som trykte den for første gang. Som begrundelse for trykningen anførte Berlingske Tidendes chefredaktør Lisbeth Knudsen i Jyllands-Posten:
"Vi må i de danske medier sende et klart og utvetydigt signal til alle, der måtte få samme vanvittige tanke som dem, der ville angribe Kurt Westergaard"
De 17 aviser, som genoptrykte tegningen, var Berlingske Tidende, B.T., Århus Stiftstidende, Randers Amtsavis, Viborg Stifts Folkeblad, Dagbladet Holstebro-Struer, Dagbladet Ringkøbing-Skjern, Lemvig Folkeblad, Kristeligt Dagblad, Fyens Stiftstidende, Information, Nyhedsavisen, metroXpress, Der Nordschleswiger, Jyllands-Posten, Politiken og Ekstra Bladet.
Genoptrykningen medførte demonstrationer i bl.a. Pakistan og Gaza-området, og flere dødstrusler mod tegnerne blev fremsat. En forbrugerboykot blev også forsøgt etableret i Mellemøsten, men nåede ikke et omfang som i forbindelse med offentliggørelsen af de oprindelige tegninger, selvom nogle ventede det. F.eks. udtalte den saudiske kommentator Khaled Batarfi:
"Det er netop gentagelsen, der gør, at boykotten denne gang kan blive større end første gang. Fornemmelsen her i regionen er, at Danmark insisterer på at blive ved med at fornærme profeten. At det er hele samfundet, der er ved at blive en fjende af muslimerne, ligesom Israel og USA"
Den afghanske udenrigsminister Rangin Dadfar Spanta udtalte efter genoptrykningen af tegningen på et møde den 3. marts 2008 med Per Stig Møller i Politikens hus:
"Det er vores ret at fordømme disse tegninger. Ytringsfrihed er ikke at smide sten gennem naboens vinduer. Det er kun fundamentalisterne i begge lejre, der har gavn af den slags, og det er den reelle trussel mod demokratiet"
Flere analytikere kæder terrorangrebet på den danske ambassade den 2. juni 2008 til genoptrykningen af tegningen.
Sagen med bombesprængningen på Hotel Jørgensen den 10. september 2010 kan have haft Jyllands-Posten som mål og kan således have forbindelse til den oprindelige trykning af Muhammed-tegningerne.